# Friedrich Freudenthal

Friedrich Freudenthal mit Bruder August

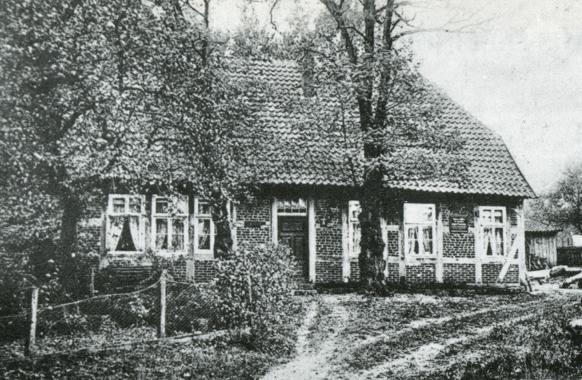
Das Geburtshaus der Freudenthal-Brüder in Fallingbostel,
Foto von 1904

Friedrich Freudenthal (* 9. Mai 1849 in Fallingbostel in der Lüneburger Heide; † 9. März 1929 in Fintel) war einer der wichtigsten Heimatschriftsteller Niederdeutschlands.

## Leben
Älterer der beiden Freudenthal-Brüder (Bruder: August Freudenthal), wuchs er ab 1852 bei den Großeltern Brockmann, einer Küster- und Lehrerfamilie, in Fintel auf.
Von Pfingsten 1864 bis 1866 verbrachte er eine Art Lehre als Schreiber bei einem alten Gerichtsvogt in Lamstedt bei Bremervörde.
Im Alter von kaum 17 Jahren wurde er Rekrut in Lüneburg und nahm im Krieg gegen Preußen, zunächst als freiwilliger Infanterist, auf Seiten eines hannoverschen Infanterie-Regiments an der Schlacht bei Langensalza am 27. Juni 1866 und später als Obergefreiter auch am Deutsch-Französischen Krieg von 1870/71 teil.
Bereits mit 24 Jahren veröffentlichte er 1873 ein erstes plattdeutsches Gedicht, die Übertragung eines Liebeslieds des schottischen Nationalbarden Robert Burns.
1875 machte Freudenthal für kurze Zeit eine Reise nach Amerika (New York), wo er als Handlungsgehilfe tätig war.
Nach diesem bewegten Leben publizierte Friedrich 1879 mit 30 Jahren sein erstes Buch Bi’n Füür („Am Feuer“) und zehn Jahre später ein zweites In de Fierabendstied (Am Feierabend).
Von 1881 bis 1884 leitete er die Postagentur seines Heimatorts, im Anschluss daran war er bis 1887 Bürgermeister in Soltau, danach Redakteur bei Zeitungen in Lüneburg sowie im Raum Hamburg.

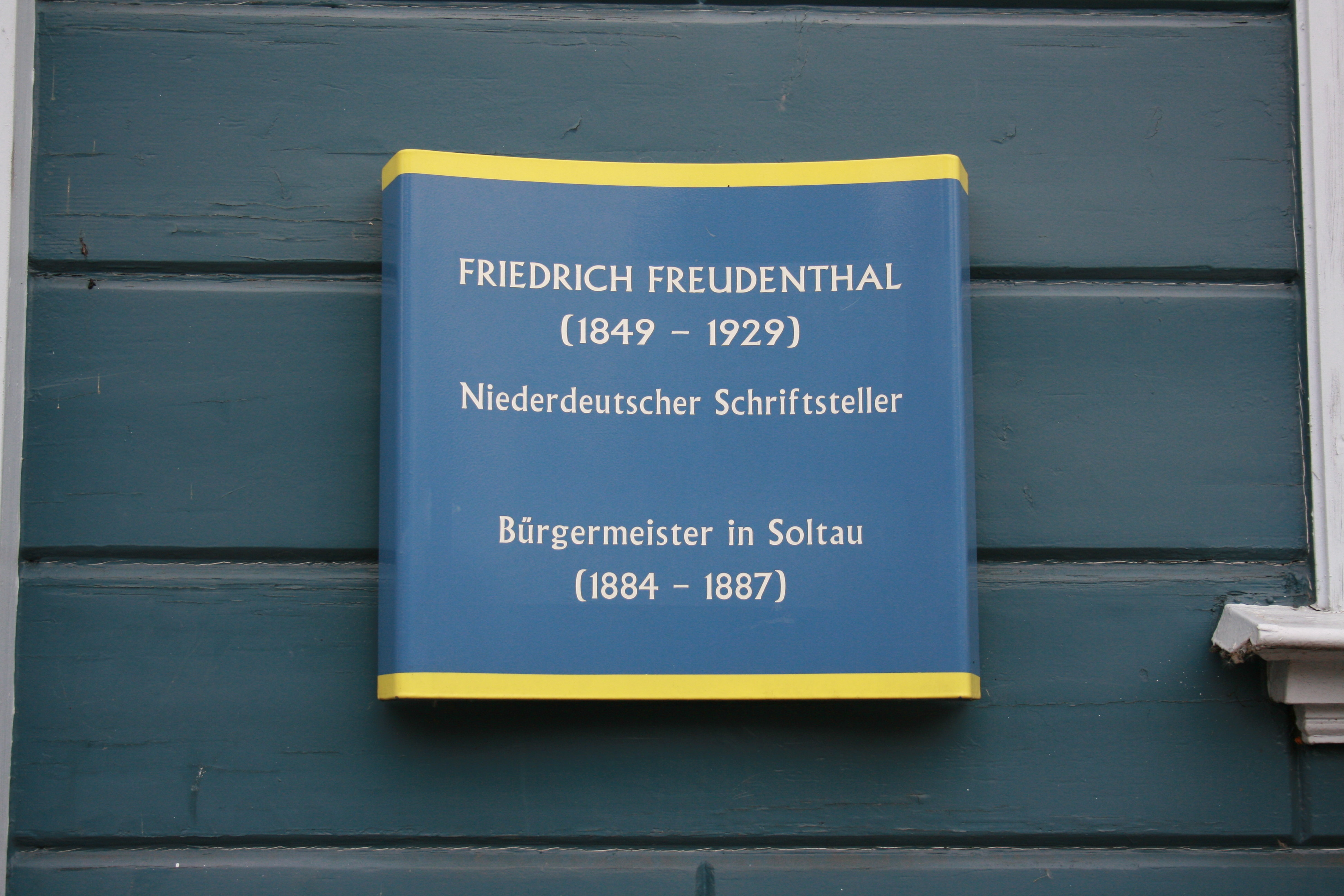
Gedenktafel am Alten Rathaus in Soltau

Im Mai 1882 heiratete er Magdalene (1850–1927), eine Tochter des Lehrers Jürgen Heinrich Gathmann und dessen Ehefrau Catharina Magdalene Rönneburg. Das Paar hatte drei Kinder.
1891 ließ er sich – zeitlebens wohl eher Vertreter der kurzen Form – als freier Schriftsteller in seinem Heimatdorf Fintel nieder, um dort in einfachen Verhältnissen zu leben, wo er quasi nebenher auch die väterliche Landwirtschaft betrieb.
In seinen späteren Veröffentlichungen Von Lüneburg bis Langensalza (1893 aus Vorsicht gegenüber den preußischen Siegern zunächst anonym erschienen) sowie Von Stade bis Gravelotte, nach dessen Veröffentlichung 1898 man ihn wohl zunächst unter preußische Polizeiaufsicht stellte, verweigert er sich einer glorifizierenden Darstellung des Kriegs und enttarnt den Krieg im Hinblick auf Verursacher und Leidtragende.
1895 startete er zusammen mit seinem Bruder August die Herausgabe der damals einflussreichen überregionalen Halbmonatsschrift „Niedersachsen“ mit Beiträgen aus Geschichte, Landes- & Volkskunde sowie Literatur, deren niederdeutschen Teil er über fast 30 Jahre leitete.
Friedrich Freudenthal gehört zusammen mit seinem Bruder August sicherlich zu den Vorreitern einer niedersächsischen Regional-Literatur und Entdeckern der Besonderheiten der Lüneburger Heide zwischen Hamburg und Bremen – und sie sind in gewissem Sinne wohl auch Vordenker eines Naturschutzes.

## Ehrungen
- Die Freudenthal-Gesellschaft in Soltau wurde nach ihm und seinen Bruder benannt. Sie verleiht jährlich den Freudenthal-Preis.

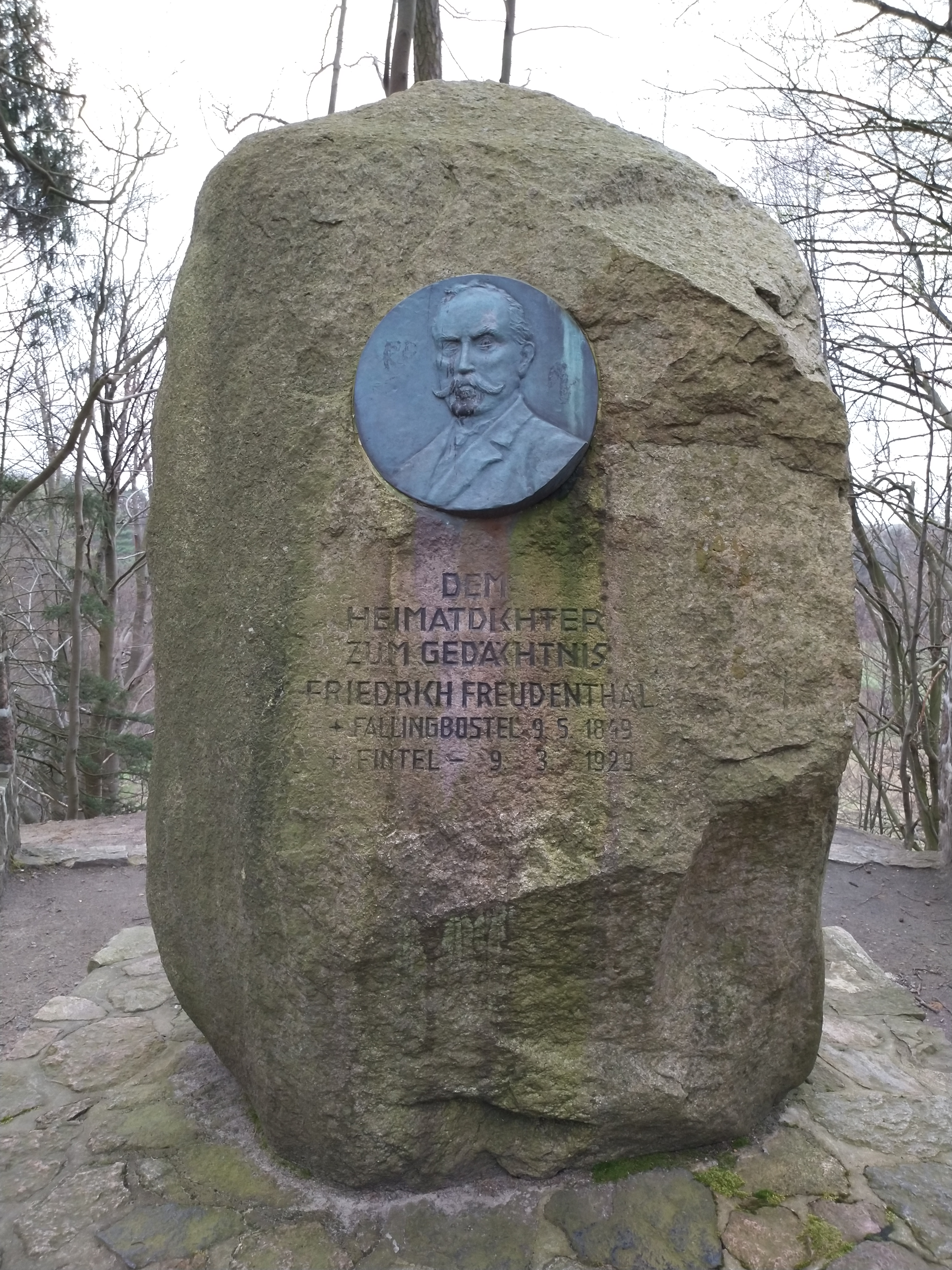
Freudenthal-Denkmal in Bad Fallingbostel

- Die Friedrich-Freudenthal-Straßen in Bremen-Obervieland, Sittensen und in Visselhövede sowie die Freudenthalstraße in Fintel erhielten u. a. seinen Namen.
- Eine Gedenktafel am Alten Rathaus in Soltau und ein Gedenkstein in einem Wäldchen in Fintel erinnern an ihn.
- Das Freudenthal-Denkmal in Bad Fallingbostel erinnert an die Brüder. Freudenthal-Denkmal in Bad Fallingbostel
- Die Friedrich-Freudenthal-Schule in Fintel wurde nach ihm benannt.

## Werke
- Bi'n Füer. Geschichten un Gedichten ut de Lünebörger Heide. Bremen 1879; 2. Aufl., Norden 1883
- Bi’n Füür. Geschichten ut de Lünebörger Heide (En plattdütsch Geschichtenbook), Dresden 1880 erstmals erschienen sowie Neuauflagen 1883, Bremen 1898, Rotenburg/W. 1977, 1985.
- In de Fierabendstied. En plattdütsch Geschichtenbook, Oldenburg 1890 erstmals erschienen sowie Neuauflagen 1901, Rotenburg/W. 1971, 1984.
- Sonderlinge und Vagabunden. Bilder und Erzählungen aus der nordhannoverschen Heide, Oldenburg 1891 erstmals erschienen sowie Neuauflagen 1901, Rotenburg/W. 1980; vergriffen (Neuauflage geplant)
- Von Lüneburg bis Langensalza. Erinnerungen eines hannoverschen Infanteristen, Bremen 1894 erstmals erschienen sowie Neuauflagen 1895, Fallingbostel 1955, Bremen 1999.
- Ünnern Strohdack. En plattdütsch Geschichtenbook, Bremen 1897 erstmals erschienen sowie Neuauflagen 1909, Fallingbostel 1956, Rotenburg/W. 1968, Soltau 1991.
- In Lust und Leed. En plattdütsch Geschichtenbook (De Invalid von Waterloo), Bremen 1897 erstmals erschienen sowie in Band 2 der 'Soltauer Schriften'.
- Von Stade bis Gravelotte. Erinnerungen eines Artilleristen 1870/71, Bremen 1898 erstmals erschienen sowie Neuauflage 1994.
- Im Hause des Gerichtsvogtes. Jugend – Erinnerungen, Bremen 1898 erstmals erschienen sowie Neuauflagen 1905, Rotenburg/W. 1974; vergriffen.
- Heidekraut und Ginster. Gedichte, Bremen 1901.
- Wied un sied. En plattdüütsch Geschichtenbook. Bremen 1901 erstmals erschienen sowie Neuauflagen Rotenburg/W. 1962 (Teil 1) und 1964 (Teil 2).
- Der Cambridge-Dragoner und andere Heidegeschichten. Bremen 1902.
- Lienhop un annere Geschichten. En plattdütsch Geschichtenbook, Bremen 1904 erstmals erschienen sowie Folgeauflagen Rotenburg/W. 1966 (Auswahl) und Soltau 1992.
- Eggert Rolfs und andere Heidegeschichten. Bremen 1908.
- Beke vom Höltingshof und andere Heidegeschichten. Bremen 1908.
- De Freewarwer. En Burnstck in enen Uptogg, Bremen 1909 erstmals erschienen sowie Folgeauflage 1932.
- Hannoversche Soldatengeschichten. Bearbeitungen, Bremen 1912 erstmals erschienen sowie Folgeauflage 1921.
- Dat Kumma. En Burnstück in enen Uptogg, Bremen 1912 erstmals erschienen sowie Folgeauflage Verden/Aller 1939.
- Zwei gute Kameraden und andere Heidegeschichten. Bremen 1913 erstmals erschienen sowie Folgeauflage 1934.
- Wittboldshöfen und andere Heidegeschichten. Bremen 1920 erstmals erschienen sowie Folgeauflage Hermannsburg 1990.
- De Inbräker. En Burnstück in enen Uptogg, Bremen 1920 erstmals erschienen sowie Folgeauflage Verden/Aller 1938.
- De eeken Lad. En Burnstück in dree Uptöög, Bremen 1920 erstmals erschienen sowie Folgeauflage Verden/Aller 1922.
- Meine Kindheit. Fallingbostel 1953 erstmals erschienen sowie Folgeauflage Hermannsburg 1981 und Bremen 2000.
- Tönjesvadder. En plattdütsch Geschichtenbok, Fallingbostel 1957; Neuauflage.
- Ole Geschichten. En plattdütsch Geschichtenbook, Rotenburg/W. 1960 erstmals erschienen sowie Folgeauflage 1995.
- Adjüs, Amerika! Hochdeutsche und plattdeutsche Erzählungen, Hermannsburg 1988.